# Twee broers

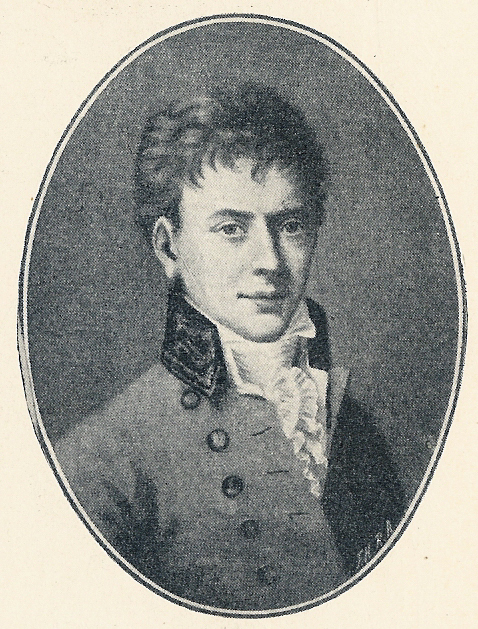
Anders Sandøe Ørsted

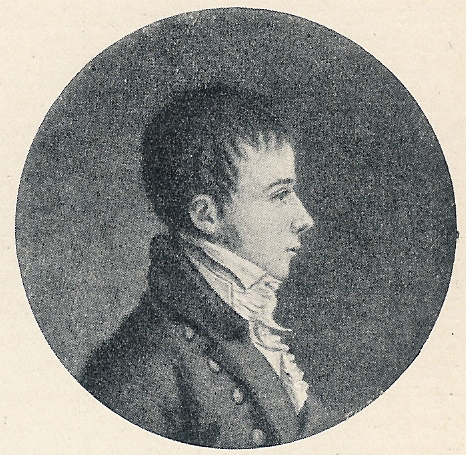
Hans Christian Ørsted

Twee broers is een sprookje van Hans Christian Andersen uit 1859.

## Het verhaal
Op een Deens eiland waar de dingplaatsen zich verheffen in de korenvelden en machtige bomen in de beukenbossen staan, ligt een stadje. In een van de huizen worden rare dingen gebrouwen en in de vijzel worden kruiden fijngestampt. Een bejaarde man heeft de leiding. Twee broers zijn door moeder opgevoed om altijd het juiste te vinden. De oudste is overmoedig en leest over de krachten van de natuur, zon en sterren. De jongste is stiller en leest over Jacob en tirannen.
Op een avond wil de jongste een verhaal over Solon uitlezen en zijn bed lijkt een schip. Hij glijdt over de zeeën van tijd en hoort de Deense leus "zonder wet geen welbestuurd land". Er is een engel in de kamer van de jongen gekomen en deze kust hem op zijn voorhoofd. De oudste zoon ziet elfenmeisjes en een verschietende ster. Hij volgt de meteoor en vraagt zich af wat dichtbij is en wat ver weg is, als de machtige engel van de geest je opheft.
Moeder noemt de jongens Anders en Hans Christiaan, Denemarken kent hen als de broers Ørsted.